# Чонка, Андраш (футболист)
Андраш Чонка (венг. Csonka András; род. 1 мая 2000, Будапешт) — венгерский футболист, полузащитник клуба «Будафок».

## Клубная карьера
Чонка — воспитанник клубов «МОЛ Фехервар» и «Ференцварош». 27 августа 2017 года в матче против «МОЛ Фехервар» он дебютировал в чемпионате Венгрии. В 2019 году Андраш стал чемпионом Венгрии. Летом того же года для получения игровой практики Чонка перешёл в «Шорокшар». 4 августа в матче против «Казинцбарцики» он дебютировал во Втором дивизионе Венгрии. 15 декабря в поединке против «Вашаша» Андраш забил свой первый гол за «Шорокшар».

## Международная карьера
В 2017 году Чонка в составе юношеской сборной Венгрии принял участие в юношеском чемпионате Европы в Хорватии. На турнире он сыграл в матчах против команд Фарерских островов, Турции, Шотландии и дважды Франции.

## Достижения
«Ференцварош»
- Победитель чемпионата Венгрии — 2018/2019